# پیریدوکسین
پیریدوکسین که همچنین به عنوان ویتامین B ۶ نیز شناخته می‌شود، نوعی ویتامین ب۶ است که معمولاً در مواد غذایی یافت می‌شود و به عنوان مکمل رژیم غذایی مورد استفاده قرار می‌گیرد. به عنوان یک مکمل از آن برای درمان و جلوگیری از کمبود پیریدوکسین، کم‌خونی سیدروبلاستیک، صرع وابسته به پیریدوکسین، برخی از اختلال متابولیک، عوارض جانبی یا عوارض استفاده از ایزونیازید و انواع خاصی از مسمومیت‌های قارچ استفاده می‌شود. از طریق دهان یا با تزریق استفاده می‌شود.
معمولاً به خوبی تحمل می‌شود و عوارض خاصی ندارد. بعضی اوقات عوارض جانبی ان شامل سردرد، بی‌حسی و خواب آلودگی است. دوزهای طبیعی در دوران بارداری و شیردهی بی خطر است. پیریدوکسین در خانواده ویتامین‌های گروه B قرار دارد؛ و برای ساخت اسیدهای آمینه، کربوهیدرات‌ها و لیپیدها لازم است. منابع رژیم غذایی شامل میوه، سبزیجات و غلات هستند.

## تاریخچه
پیریدوکسین در سال ۱۹۳۴ کشف شد، در سال ۱۹۳۸ جداسازی شده و اولین بار در سال ۱۹۳۹ ساخته شد. این مکمل در فهرست داروهای ضروری سازمان بهداشت جهانی، که مؤثرترین و بی خطرترین داروهای مورد نیاز در یک سیستم بهداشتی است قرار دارد. پیریدوکسین به عنوان یک داروی ژنریک و بدون نسخه در دسترس است. هزینه عمده فروشی در کشورهای در حال توسعه حدود ۰/۵۹ تا ۵/۵ دلار در ماه است. پیریدوکسین به مواد غذایی، مانند غلات صبحانه در برخی کشورها افزوده شده‌است.